# Unspoken (banda)
Unspoken es una banda cristiana estadounidense. La banda está compuesta por Chad Mattson, Jon Lowry y Ariel Muñoz. La banda lanzó su sencillo debut, "Who You Are", en el sello Centricity Music. Lanzada el 12 de junio de 2012, la canción se ubicó en numerosas listas de canciones cristianas y fue la única canción del EP debut de la banda, Get to Me, que se presentó en su primer álbum de larga duración. El LP debut homónimo Unspoken fue lanzado el 1 de abril de 2014. Un EP de vista previa de cinco canciones, The World Is Waking, fue lanzado el 24 de julio de 2013. Han tenido cuatro sencillos consecutivos entre los cinco primeros de AC en su carrera, incluidos "Who You Are", "Lift My Life Up", "Start a Fire" y "Good Fight", con "Start a Fire" alcanzando el número 1; la canción "Lift My Life Up" también se incluyó en el lanzamiento de WOW Hits de 2015. La banda también estuvo de gira junto a Big Daddy Weave y Sanctus Real.

## Historia
Unspoken es una banda formada por Chad Mattson como vocalista, Jon Lowry como guitarrista, tecladista, bajista y vocalista, y Ariel Muñoz como baterista. Los exmiembros de la banda son Mike Gomez como guitarrista, Ryan Babin y Don Eanes como tecladistas, Yamil Jiménez en la percusión y George Williams como bajista. En 2018, Gómez anunció su salida de la banda. Después de su partida, a la banda se unieron el guitarrista Wiso Aponte y el tecladista Alan Pelno hasta el 16 de febrero de 2020, cuando ambos también anunciaron su partida.

## Discografía

### Álbumes de estudio
| Unspoken                                                                                | - Lanzamiento: 1 de abril de 2014 - Sello discográfico: Centricity Music - Formato: CD, descarga digital | 175 | 9  | - US: 31,000 |
| Follow Through                                                                          | - Lanzamiento: 26 de agosto de 2016 - Sello discográfico: Centricity - Formato: CD, descarga digital     | —   | 7  |              |
| Reason                                                                                  | - Lanzamiento: 21 de junio de 2019 - Sello discográfico: Centricity - Formato: CD, descarga digital      | —   | 22 |              |
| "—" denota una grabación que no entró en las listas o no fue lanzado en ese territorio. | |     |    |              |

### Álbumes recopilatorios
- Unplugged (19 de mayo de 2015, Centricity)

### EPs

#### Independientes
- Unspoken - 1 de octubre de 2006

#### Estudio
| Título              | Detalles de álbum | Posiciones de gráfico |
| Título              | Detalles de álbum | US Christ.            |
| ------------------- | --- | --------------------- |
| Get to Me           | - Lanzamiento: 12 de junio de 2006 - Sello discográfico: Centricity - Formato: CD, descarga digital                                | —                     |
| The World Is Waking | - Released: 25 de junio de 2013 - Previsualización de Unspoken LP - Sello discográfico: Centricity - Formato: CD, descarga digital | 42                    |
| Just Give Me Jesus  | - Lanzamiento: 23 de noviembre de 2018 - Sello discográfico: Centricity - Formato: CD, descarga digital                            | —                     |
| Good News           | - Lanzamiento: 23 de octubre de 2020 - Sello discográfico: Centricity - Formato: Descarga digital                                  | —                     |

### Sencillos
| Título                       | Año  | Posiciones de gráfico | Posiciones de gráfico | Posiciones de gráfico | Posiciones de gráfico | Álbum          |
| Título                       | Año  | US Christ             | US Christ Air.        | US Christ AC          | US Rock               | Álbum          |
| ---------------------------- | ---- | --------------------- | --------------------- | --------------------- | --------------------- | -------------- |
| "Who You Are"                | 2012 | 11                    | 11                    | 8                     | —                     | Unspoken       |
| "Lift My Life Up"            | 2013 | 11                    | 7                     | 14                    | —                     | Unspoken       |
| "Start a Fire"               | 2014 | 5                     | 2                     | 1                     | —                     | Unspoken       |
| "Feliz Navidad"              | 2014 | —                     | 28                    | 8                     | —                     | Good News (EP) |
| "Good Fight"                 | 2015 | 8                     | 12                    | 5                     | —                     | Unspoken       |
| "Call It Grace"              | 2016 | 10                    | 12                    | 9                     | —                     | Unspoken       |
| "Higher"                     | 2016 | 16                    | 15                    | 13                    | —                     | Follow Through |
| "The Cure"                   | 2017 | 13                    | 8                     | 14                    | 35                    | Follow Through |
| "Christmas Everyday"         | 2017 | —                     | 22                    | —                     | —                     | Good News (EP) |
| "Miracle"                    | 2018 | 18                    | 13                    | 19                    | —                     | Follow Through |
| "Just Give Me Jesus"         | 2018 | 21                    | 17                    | 14                    | —                     | Reason         |
| "Reason"                     | 2019 | 6                     | 1                     | 1                     | —                     | Reason         |
| "You've Always Been"         | 2020 | 16                    | 14                    | 20                    | —                     | Reason         |
| "Good News"                  | 2020 | —                     | 23                    | 14                    | —                     | Good News (EP) |
| "Help Is on the Way"         | 2021 | 49                    | 27                    | —                     | —                     | Reason         |
| "Love Is Everything We Need" | 2022 | 18                    | 14                    | 18                    | —                     | TBA            |